# Frank Addison Porter
Frank Addison Porter (Dixmont, Maine, 3 de setembre de 1859 - ?) fou un compositor, pianista i musicòleg estatunidenc.
Primer va estudiar a Boston i després a Leipzig, havent estat professor de diversos Conservatoris.
A més de nombroses composicions per a piano i per a cant i piano, se li deuen: Method for piano, Practical Finger Exercices, Intermediate and Advanced Technique, etc.